# Gösta Olson (gymnast)
Gustaf (Gösta) Adolf Olson, född 10 maj 1883 i Linköping, död 23 januari 1966 i Stockholm, var en svensk gymnast som blev olympisk guldmedaljör 1908. Mest känd har Gösta A. Olson blivit för eftervärlden som direktör och ägare av Svensk-franska konstgalleriet i Stockholm 1918–1961. 
Gösta A. Olson umgicks som ung med planer på att bli konstnär men faderns död då Gösta var 16 år gjorde att han slog in på officersbanan. Då inkomstmöjligheterna där var begränsade påbörjade Olson istället studier vid GCT för att bli gymnastikdirektör och i juni 1908 tog han sin gymnastikdirektörsexamen. Under sin tid som sjukgymnast i Paris 1909–1918 kom Olson i kontakt med både utländska och svenska konstnärer. 1917 väcktes tanken att slå sig ner i Stockholm och öppna konsthandel med inriktning på fransk konst. Redan vid första utställningen 1918 visades verk av konstnärer som Picasso och Matisse som då var närmast okända i Sverige. Galleriet kom snart att bli det främsta för fransk konst men även att locka till sig många av de största svenska moderna konstnärerna som Gideon Börje, Nils Dardel, Sven Erixson, Leander Engström, Bror Hjorth, Einar Jolin, Hilding Linnqvist, Axel Nilsson, Torsten Palm, Otte Sköld med flera. 1919 ombildades galleriet till AB genom ekonomiskt stöd från svågern Oscar Rydbeck även Ivar Kreuger och Conrad Pineus. 1922 hade man auktionsmarknad enligt fransk modell. 
1931 lämnade flera konstnärer Svensk-Franska Konstgalleriet när Färg och Form bildades 1932 men skaran utökades av göteborgsmålare som Carl Kylberg, Inge Schiöler och Ragnar Sandberg.
Gösta A. Olson hade stor förmåga att dra den rätta publiken till auktionerna. Vid 1930-talets slut hade han vänförbindelse med Paris' ledande konsthandlare Louis Carré som specialiserade sig på konstnärer som Pierre Bonnard, Juan Gris och Jacques Villon.
Åren 1925–1932 var Olson redaktör för konsttidskriften Konstrevy och 1925–1937 var han ordförande i föreningen Föreningen för konst.
Gösta A. Olson kom att få stor betydelse som mentor för några unga konstnärer som exempelvis Inge Schiöler. Olson är begravd på Djursholms begravningsplats.